# تشارلز إتش باول
تشارلز إتش باول (بالإنجليزية: Charles H. Paul)‏ هو محامي وقاضي أمريكي، (و. 1890 – 1976 م).